# Liberty megye (Florida)
Liberty megye az Amerikai Egyesült Államokban, azon belül Florida államban található. Megyeszékhelye Bristol, mely a legnagyobb városa is. Lakosainak száma 7974 fő (2020. április 1.). Liberty megye Gadsden, Franklin, Leon, Wakulla, Jackson, Gulf és Calhoun megyékkel határos.

## Népesség
A megye népességének változása:
| Lakosok száma | 8341 | 8237 | 8267 | 8349 | 8331 | 7974 |
|               | 2010 | 2011 | 2012 | 2013 | 2015 | 2020 |